# Фурманова Зінаїда Леонідівна
Фурманова Зінаїда Леонідівна (5 січня 1947, Тирасполь, Молдавська РСР — лютий 2008) — українська кінокритикиня, сценаристка. Член Національної спілки кінематографістів України.
Народилася 5 січня 1947 в Тирасполі.
Закінчила Київський педагогічний інститут (1969) і Київський державний інститут театрального мистецтва ім. І. Карпенка-Карого (1979).
Викладала спецкурси «Майстерність кінокритики» та «Сценарна майстерність» у КДІТМ ім. І. Карпенка-Карого (1995—1997).

## Фільми
Авторка сценаріїв до фільмів:
- «Кроки за горизонт. Фелікс Соболєв» (1990, реж. Т. Золоєв)
- «І буде новий день» (1994)
- «Хронікер на хвилях хроніки»
- «Жінки Мирослава» (2011, реж. Данило Сирих)[2] та ін.,

## Книги
Авторка книжки «Кроки за обрій: фільми про науку кінорежисера Феликса Соболєва» (М., 1986).